# Marthille
Marthille (deutsch Marthil, 1940 bis 1944 amtlich Marten) ist eine französische Gemeinde mit 167 Einwohnern (Stand 1. Januar 2022) im Département Moselle in der Region Grand Est (bis 2015 Lothringen). Sie gehört zum Arrondissement Sarrebourg-Château-Salins.

## Geographie
Die Gemeinde Marthille liegt in Lothringen, 44 Kilometer südöstlich von Metz, 15 Kilometer nordnordöstlich von Château-Salins, 13 Kilometer ostnordöstlich von Delme und  fünf Kilometer westlich von Morhange (Mörchingen) im Saulnois (Salzgau) am Ursprung der Französischen Nied auf einer Höhe zwischen 249 und 359 m über dem Meeresspiegel. Das Gemeindegebiet umfasst 10,2 km². In Marthille entspringt die französische Nied.

## Geschichte
Die Ortschaft gehörte früher zur Grafschaft Mörchingen im Herzogtum Lothringen. Das Dorf wurde erstmals 717 als Marte urkundlich erwähnt, als die Abtei Sankt Arnulf in Metz hier Rechte
besaß. Der Chor der Kirche ist sehr alt. Hier war eine Eremitage der Benediktiner in Metz mit Kapelle. Um 1740 erwarb der lothringische Zweig der Familie Helmstatt die Grafschaft Mörchingen, Besitzer zur Zeit der Französischen Revolution war Reichsfreiherr Pleikart Maximilian Augustin von Helmstatt. 1613 wurden im Ort zwei Männer wegen Hexerei verbrannt
Durch den Frankfurter Frieden vom 10. Mai 1871 kam die Region an das deutsche Reichsland Elsaß-Lothringen, und das Dorf wurde dem Kreis Château-Salins im Bezirk Lothringen zugeordnet. Die Dorfbewohner betrieben Getreide-, Obst- und Weinbau; auf der Gemarkung waren drei Mühlen.
Nach dem Ersten Weltkrieg musste die Region aufgrund der Bestimmungen des Versailler Vertrags 1919 an Frankreich abgetreten werden. Im Zweiten Weltkrieg war die Region von der deutschen Wehrmacht besetzt.
Das Dorf trug 1940–1944 den deutschen Namen Marten.

### Bevölkerungsentwicklung
| Jahr      | 1962 | 1968 | 1975 | 1982 | 1990 | 1999 | 2007 | 2019 |
| Einwohner | 206  | 193  | 189  | 182  | 178  | 178  | 190  | 168  |

## Wappen
Im Gemeindewappen werden die ehemaligen Herren von Marthil gezeigt: der Lachs steht für das Haus Salm, der Adler symbolisiert die Abtei Sankt Arnulf in Metz.

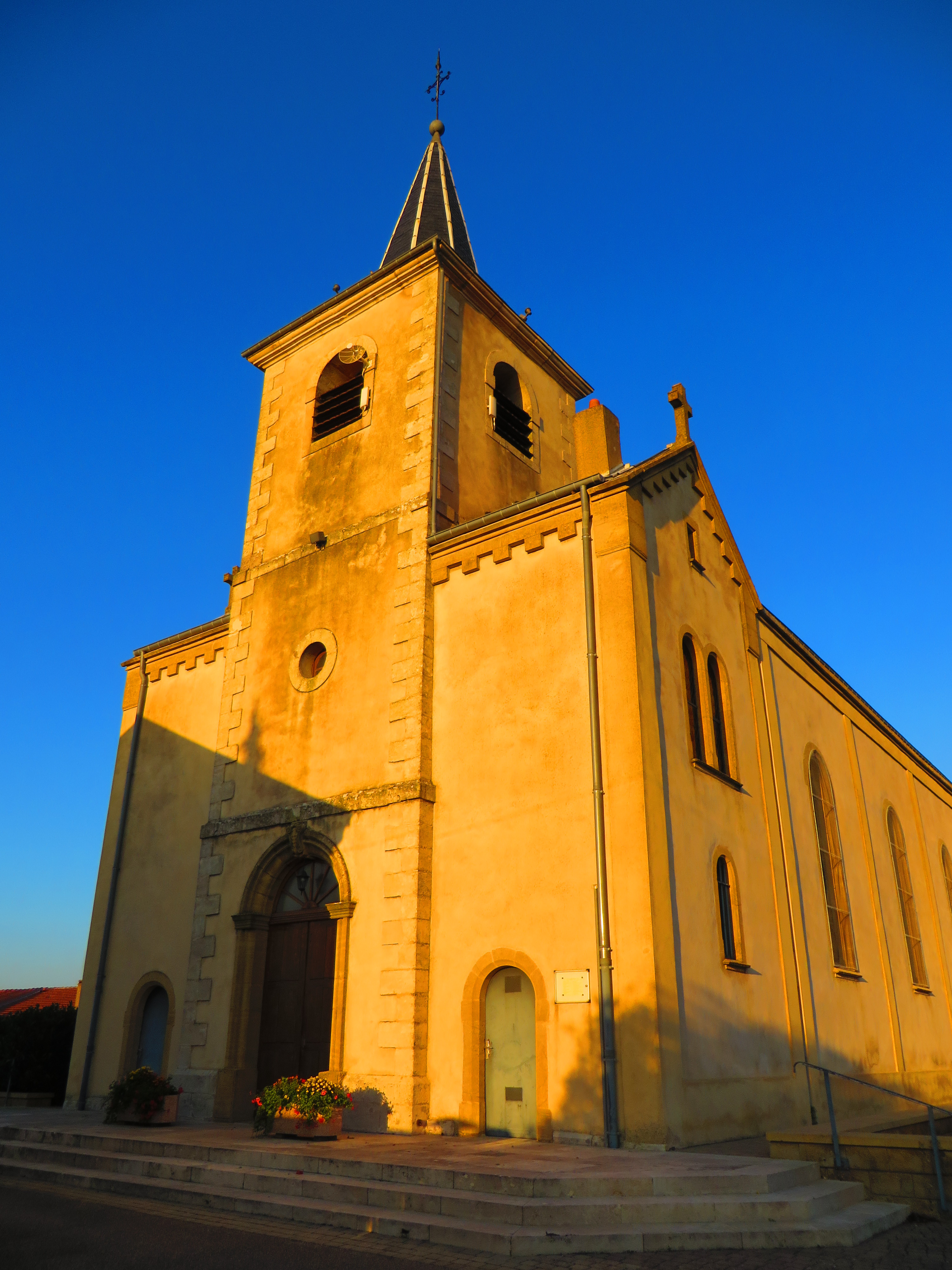
Kirche St. Jean-Baptiste (St. Johann)
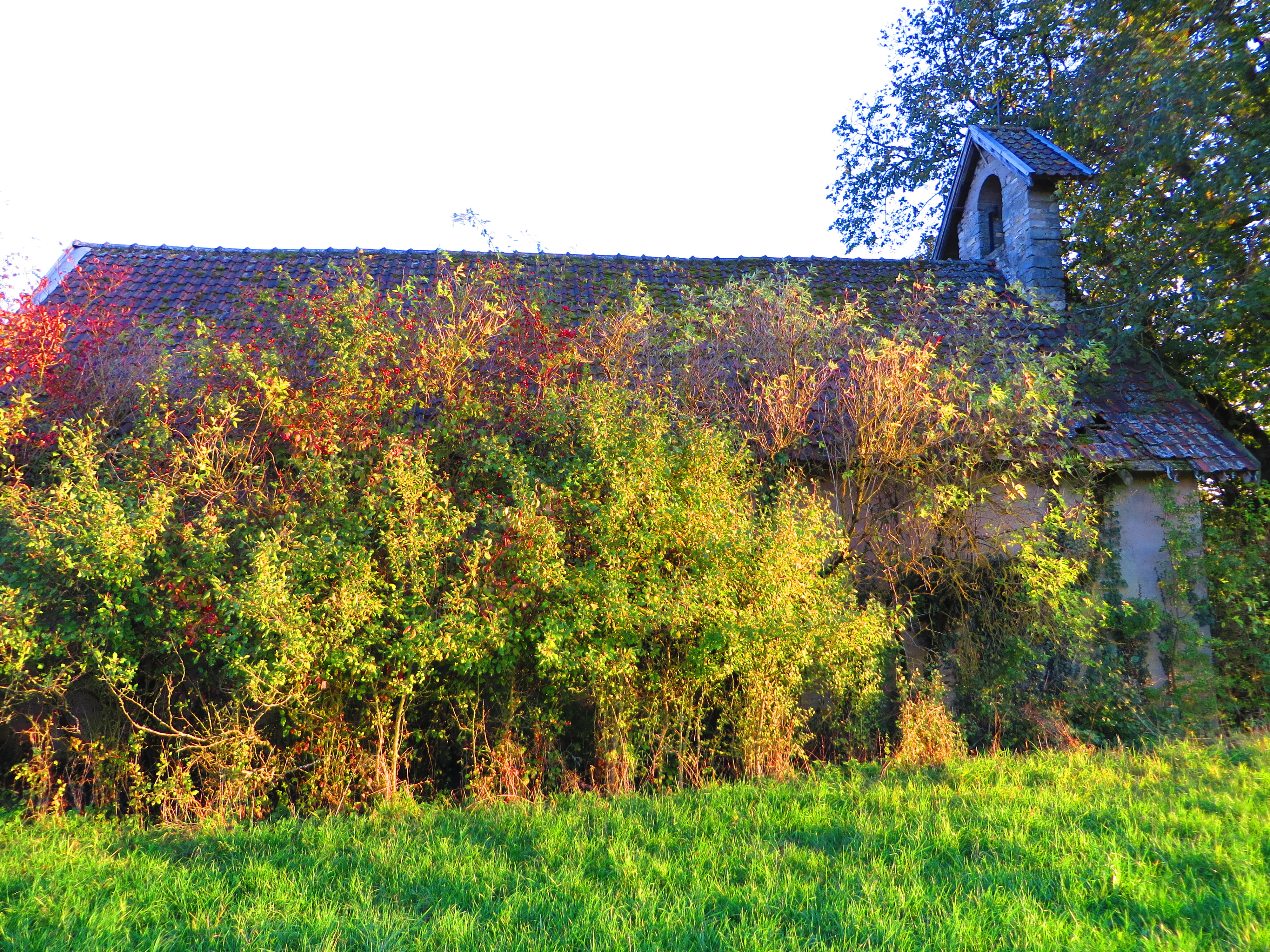
Kapelle St. Jean-Baptiste (St. Johann)